# Talal Mansour
Talal Mansour Al-Rahim (8 de maio de 1964) é um antigo atleta catari especialista em provas de velocidade pura. Para além de ter sagrado, por várias vezes, campeão asiático dos 100 metros, Mansour é ainda o recordista asiático indoor dos 60 metros, com 6,51 segundos.

## Recordes pessoais

### Outdoor
| Prova      | Tempo   | Data       | Local              |
| ---------- | ------- | ---------- | ------------------ |
| 100 metros | 10.14 s | 18.06.1992 | Budapeste, Hungria |
| 200 metros | 20.41 s | 15.10.1994 | Hiroshima, Japão   |

### Indoor
| Prova     | Tempo  | Data       | Local               |
| --------- | ------ | ---------- | ------------------- |
| 60 metros | 6.51 s | 06.03.1993 | Karlsruhe, Alemanha |